# Часка (Міннесота)
Часка (англ. Chaska) — місто (англ. city) в США, в окрузі Карвер штату Міннесота. Населення — 27 810 осіб (2020).

## Географія
Часка розташована за координатами 44°48′49″ пн. ш. 93°36′34″ зх. д. / 44.81361° пн. ш. 93.60944° зх. д. (44.813711, -93.609443).  За даними Бюро перепису населення США в 2010 році місто мало площу 46,02 км², з яких 43,95 км² — суходіл та 2,07 км² — водойми.

### Клімат
| Клімат : Часка               | Клімат : Часка | Клімат : Часка | Клімат : Часка | Клімат : Часка | Клімат : Часка | Клімат : Часка | Клімат : Часка | Клімат : Часка | Клімат : Часка | Клімат : Часка | Клімат : Часка | Клімат : Часка | Клімат : Часка |
| Показник                     | Січ.           | Лют.           | Бер.           | Квіт.          | Трав.          | Черв.          | Лип.           | Серп.          | Вер.           | Жовт.          | Лист.          | Груд.          | Рік            |
| Середній максимум, °C        | −5,6           | −2,2           | 4,4            | 13,9           | 20,6           | 25,6           | 27,2           | 25,6           | 21,7           | 14,4           | 5,0            | −3,3           | 12,3           |
| Середній мінімум, °C         | −15,6          | −12,8          | −6,1           | 1,1            | 7,8            | 13,3           | 15,6           | 14,4           | 9,4            | 2,2            | −5             | −13,3          | 1,0            |
| Норма опадів, мм             | 19             | 17             | 44             | 64             | 94             | 118            | 89             | 128            | 87             | 63             | 42             | 24             | 789            |
| ---------------------------- | -------------- | -------------- | -------------- | -------------- | -------------- | -------------- | -------------- | -------------- | -------------- | -------------- | -------------- | -------------- | -------------- |
| Джерело: The Weather Channel |                |                |                |                |                |                |                |                |                |                |                |                |                |

## Демографія
Згідно з переписом 2010 року, у місті мешкало 23 770 осіб у 8816 домогосподарствах у складі 6188 родин. Густота населення становила 516 осіб/км².  Було 9290 помешкань (202/км²).
Расовий склад населення:
| - 88,1 % — білих - 3,7 % — азіатів - 2,5 % — чорних або афроамериканців - 0,4 % — корінних американців - 3,4 % — осіб інших рас |

До двох чи більше рас належало 2,0 %. Частка іспаномовних становила 8,5 % від усіх жителів.
За віковим діапазоном населення розподілялося таким чином: 30,0 % — особи молодші 18 років, 63,4 % — особи у віці 18—64 років, 6,6 % — особи у віці 65 років та старші. Медіана віку мешканця становила 33,8 року. На 100 осіб жіночої статі у місті припадало 99,2 чоловіків;  на 100 жінок у віці від 18 років та старших — 95,1 чоловіків також старших 18 років.
Середній дохід на одне домашнє господарство  становив 96 675 доларів США (медіана — 75 828), а середній дохід на одну сім'ю — 111 724 долари (медіана — 87 449). Медіана доходів становила 60 546 доларів для чоловіків та 43 540 доларів для жінок. За межею бідності перебувало 5,5 % осіб, у тому числі 6,9 % дітей у віці до 18 років та 2,9 % осіб у віці 65 років та старших.
Цивільне працевлаштоване населення становило 14 003 особи. Основні галузі зайнятості: освіта, охорона здоров'я та соціальна допомога — 21,7 %, виробництво — 16,8 %, науковці, спеціалісти, менеджери — 13,7 %, роздрібна торгівля — 11,0 %.